# Stewarton
Stewarton (gael. Baile nan Stiùbhartach) – miasto w Szkocji, w East Ayrshire. Leży 91 metrów nad poziomem morza.